# 최연청
최연청(본명: 최규리, 1993년 8월 14일~)은 대한민국의 여자 배우이다.

## 학력
- 국립국악고등학교 (졸업)
- 단국대학교 국악과 (졸업)

## 출연작

### 드라마
- 2016년 《고호의 별이 빛나는 밤에》 - 톱스타 양진경 역
- 2020년 《너의 시선이 머무는 곳에》 - 최혜미 역

### 영화
- 2018년 《창궐》 - 부용루연회메인무희 역
- 2019년 《원펀치》 - 규리 역
- 2021년 《턴: 더 스트릿》 - 진 역

### 광고
- 《농협》 - 콕뱅크
- 《빌드락》 - 유산균
- 《만랩커피》 - 커피